# De Jure Belli Ac Pacis

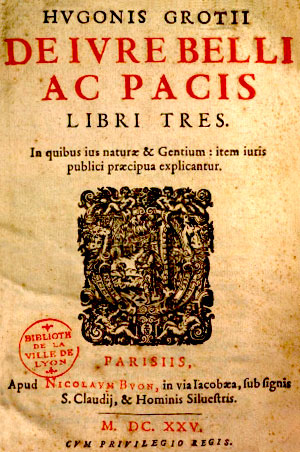
De jure belli ac pacis, title page from the first edition of 1625.

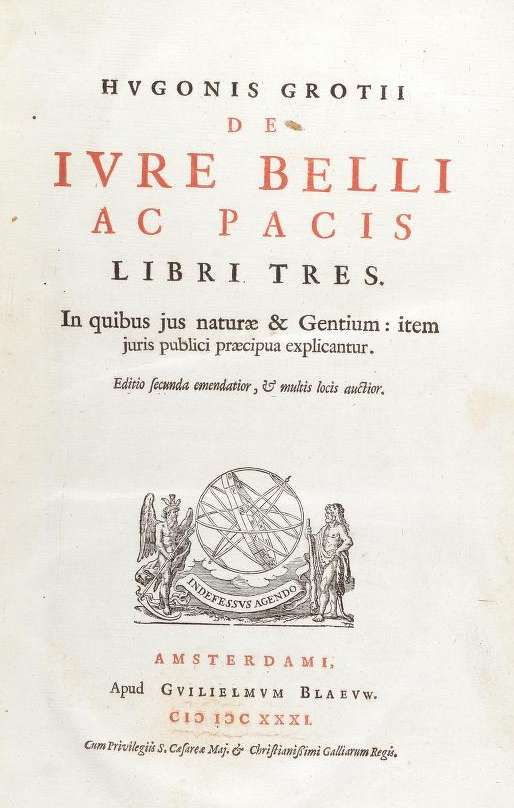
De jure belli ac pacis, title page from the second edition of 1631.

De iure belli ac pacis (em português: Sobre a Lei da Guerra e da Paz) é um livro de 1625 escrito por Hugo Grotius sobre o estatuto jurídico da guerra que é considerado uma obra fundamental no direito internacional. A obra retoma o De jure belli de Alberico Gentili de 1598, como demonstrado por Thomas Erskine Holland.  O livro foi escrito em latim e publicado em Paris.

## Conteúdo
Seu conteúdo devia muito aos teólogos espanhóis do século anterior, particularmente Francisco de Vitoria e Francisco Suárez, trabalhando na tradição católica do direito natural.
Grotius começou a escrever a obra enquanto estava na prisão na Holanda. Completou-a em 1623, em Senlis, na companhia de Dirck Graswinckel.
 

Segundo Pieter Geyl:
É uma tentativa de um jurista teológica e classicamente educado de se basear na ordem e na segurança da lei na comunidade dos Estados, bem como na sociedade nacional em que ele cresceu. No racionalismo um tanto ingênuo, a crença na razão como senhor da vida, revela-se o filho espiritual de Erasmo. 
Em particular, este trabalho é lembrado pela frase:
Et haec quidem quae iam diximus, locum aliquem haberent etiamsi daremus, quod sine summo scelere dari nequit, non esse Deum, aut non curari ab eo negotia humana.

O que temos dito teria um grau de validade, mesmo que devêssemos admitir aquilo que não pode ser concedido sem a maior maldade: que não há Deus, ou que os assuntos dos homens não lhe dizem respeito. 

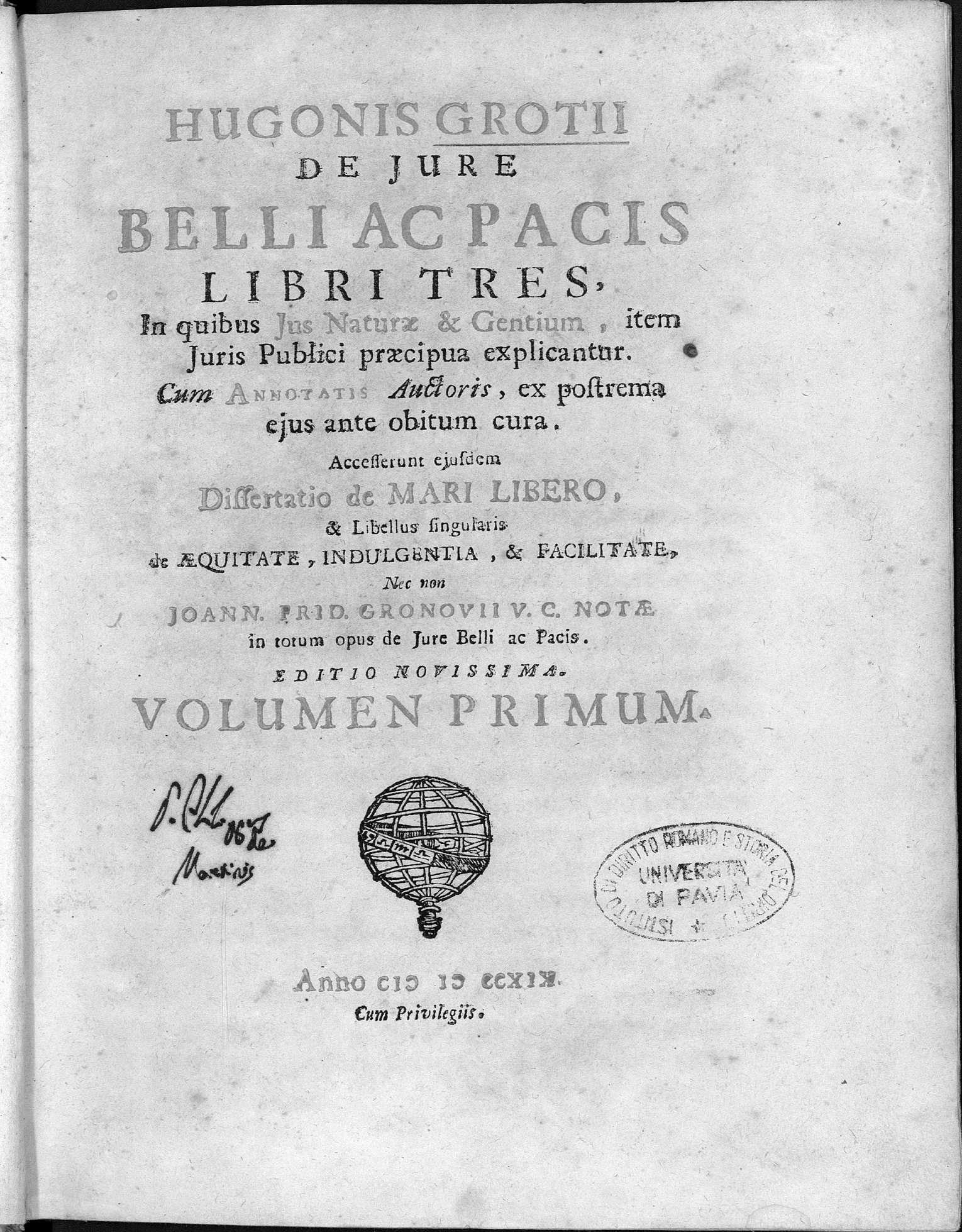
1719 edition

Tal conceito foi sintetizado com a famosa frase latina etsi Deus non daretur, que significa "mesmo quando Deus foi assumido não existir", mas é normalmente traduzido como "como se Deus não existisse".